# Halo 3: ODST
『Halo 3: ODST』（ヘイロー・スリー オー・ディー・エス・ティー）は、バンジースタジオが開発し、マイクロソフトから2009年9月22日（日本時間9月24日）に発売されたビデオゲーム作品である。
日本語版キャッチコピーは「地獄へ、降下準備を」。英語版でのキャッチコピーは "New Hero, New Campaign, New Multiplayer"（新しいヒーロー、新しいキャンペーン、新しいマルチプレイ）。
発表時のタイトルは『Halo 3: RECON』であった。

## 概要

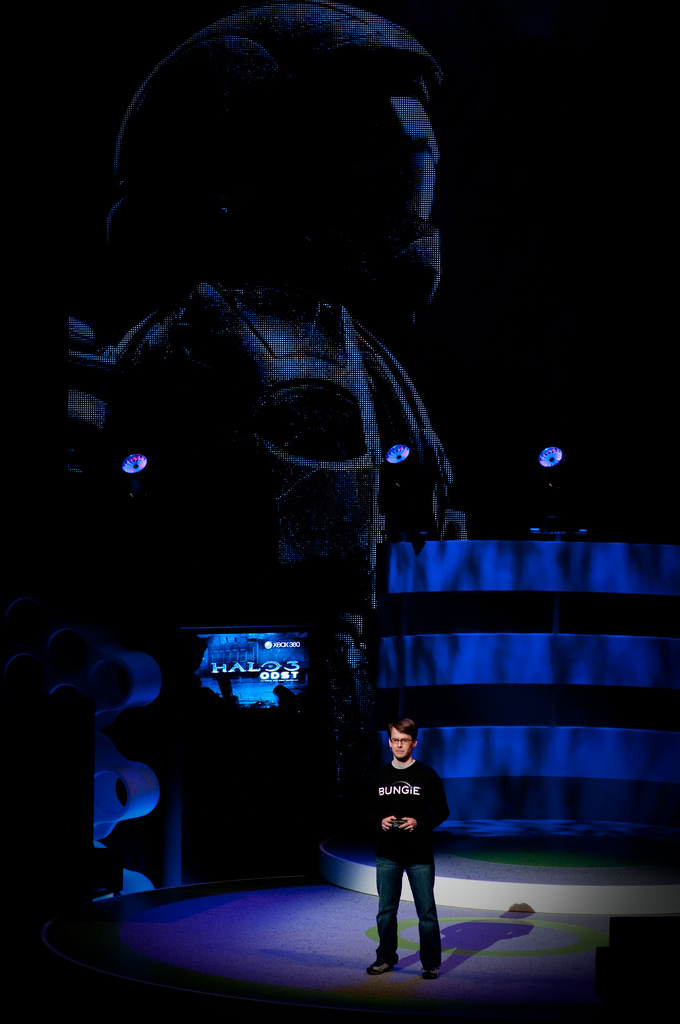
2009年のE3。Xbox 360メディア・ブリーフィングにて『Halo 3: ODST』の公開プレイを行うジョゼフ・スタテン（『Halo: Contact Harvestの作者』）。

本作は『Halo 3』の拡張パックという位置づけであるが、新しいキャンペーン・モードを収録した新作である。これまでのシリーズのようにミッションクリア式ではなく、グランド・セフト・オートシリーズのようなオープンワールドタイプを採用。プレイヤーはルーキーを操作し、ニュー・モンバサ市街を探索して仲間の行方を追うことになる。ただし、従来のような協力プレイやレベル選択は可能である。
コレクターズパックおよび通常版初回特典としてジョンソン上級軍曹のアンロックキーが配布された。
また、購入者全員に『Halo: Reach』マルチプレイβテスト参加権利が与えられた。

## あらすじ
西暦2552年。エイリアン連合軍コヴナントの司令官「悔恨の預言者」が指揮するコヴナント艦隊が地球に侵攻、アフリカのニューモンバサに部隊を降下させた。
スパルタンIIのマスターチーフがこれを追跡して徐々に預言者を追い詰めていく一方、UNSCの重巡洋艦セイ・マイネーム（Say My Name）ではモンバサで苦戦する海兵隊たちを支援し、敵指導者である悔恨の預言者を捕らえるべく敵艦へのODST投入をスタンバイしていた。
その中でただ一つプレイヤーの所属する部隊だけは、内容すら知らされていない極秘任務を帯びて地上へと降下する。
だが、彼らODSTの降下直後に予期せぬ事態が起こった。悔恨の預言者の乗るアサルトシップはニューモンバサの上空でスリップスペースに突入し、ワープによるEMP衝撃波がニューモンバサを瞬く間に壊滅状態に追い込んだのだ。
そして地表へ降下中だったODST隊員たちも降下コースをはずれ、散り散りになってしまった。
ODSTの新人（ルーキー）は敵地ニューモンバサにたった一人で降り立つ。
そこで彼ははぐれた仲間を探し、その過程で何故コヴナントがニューモンバサを着陸地点に選んだのかを。何故ここにこだわるか。何を求めているかを知ることとなる。

## ODST
Orbital Drop Shock Troopers（オービタル・ドロップ・ショック・トゥルーパー）の頭文字をとってODSTである。意味は軌道降下強襲歩兵。別名「ヘル・ジャンパー」（Hell Jumper）。つまり地獄（Hell）へと飛ぶ者（Jumper）である。 彼らODSTは海兵隊などの通常部隊が活動を見込めない過酷な場所へと投入される特殊部隊である。
『Halo Wars』でもプレイヤーが経験したように、敵地の背後、あるいはど真ん中に降下して戦局を打開させるための任に就く。そのため各員にはあらゆる面で高いスキルが求められ、エリートの中のエリートしか所属できない精鋭部隊とされる。作戦にもよって差があるが、6～8名前後で小隊を編成している。
彼らにはいくつかの特殊装備が提供されており、その一つはHEV（Human Entry Vehicle - ヒューマン・エントリー・ビークル）という個人用降下ポッドである。別名Single Occupant Exoatmospheric Insertion Vehicle。これにより宇宙艦から直接地上へと降下することが可能だが、敵の攻撃に晒される可能性があるため乗員は手導操縦で回避行動をとる必要がある場合もある。乗員は地上50メートルでエアブレーキ及び逆噴射をかけるが、もしそれらが故障したとすれば凄まじい速度で墜落して乗員が死傷することもある。なお、『Halo 2』でもマスターチーフがこの装備を用いてデルタ・ヘイローに降下している。
この他にVISR（Visual Intelligence System Reconnaissance - ビジュアル・インテリジェンス・システム・リーコンナイサンス）、つまり視覚情報機能偵察と呼ばれる補助システムがある。これはODST隊員たちのアーマー・ヘルメットに内蔵され、ワイヤーフレームによる敵と味方の識別・強調や各種情報の整理が可能。必要に応じて目的地のナビポイントを表示したり、映像力を強化して暗視モードにすることもできる。
ODSTのアーマー「ボディースーツ」は通常与圧されていて真空空間でも活動可能であるが、今作のアーマーは指先や首などで皮膚が露出しており与圧できない。

## 登場人物
本作はこれまでのシリーズ同様日本語吹き替えが施されているが、説明書に日本語キャストは掲載されていない。一方、英語版キャストには『Halo 3』同様、声優でない著名人がいる。
ルーキー（The ROOKIE）
身長186cm。体重88kg。血液型はO+型。出生は月。本名は不明、階級は兵長である。
本作の主人公。最近第26海兵遠征軍の強襲部隊からODSTに転属してきた「ルーキー」である。
HALOシリーズの仕様なのか、彼もマスターチーフ同様に口数が少なく、言葉よりも行動で示すタイプであるようだ。
また、彼の所属していた第26海兵遠征軍の強襲部隊はシグナスのニューエルサレムで半壊滅している。
バック・エドワード（Buck Edward） ボイスアクター：ネイサン・フィリオン
2510年8月22日生まれの42歳。血液型はRH-O型。階級は一等軍曹。
ODST隊員。海兵隊時代に、惑星ハーヴェストの奪還や惑星リーチ攻防戦といった地獄のような作戦を経験してきた。
見た目が若いのは、長いコールドスリープが原因である。過去、ヴェロニカと交際していた。
その後、理由は不明ながらODSTを離れスパルタンIVに転換した。『Halo 5:Guardians』にて戦艦インフィニティに乗船するスパルタンIV部隊「ファイアチーム オシリス」のメンバーとして、「エドワード・バック」表記で再登場を果たした（同一人物ではある）。
ミョルニルアーマーは一部ODSTの装備を組み込んでいる（バイザーなど）ようで、ハンドガンも『Halo 4』以降の標準型ではなく、『Halo 3』以前の標準型を使用している。チームで年長ともあってよくおごらされている模様。
ヴェロニカ大尉（Captain Veronica "Dare" ） ボイスアクター： トリシア・エルファー
通称デア。年齢・血液型・経歴いずれも不明。
ルーキーらが所属するODST小隊の女性指揮官であり、ONI（海軍情報局）の要員。過去、バックと交際していたが、仕事の都合で別れたことを気にしている描写がある。
『Halo 5』の時期にはバックとよりを戻しているようで、あまり一緒にいられないが関係は良好の模様。
テイラー・H・マイルズ（Taylor H "DUTCH" Miles） ボイスアクター：アダム・ボールドウィン
通称ダッチ。2519年6月3日生まれの33歳。血液型はRH+B型。階級は伍長。
ODST隊員で、チーム内では重火器による支援を担当。昔は火星のセブン・ヒルズという場所で列車の運転士として暮らしていた。
身長190cm、体重91kgと大柄である。オランダ人ではないはずだが、ダッチ（Dutch - オランダ人）のあだ名がついている。
以前の部隊では過激な性格だったが、ある作戦で部隊の90％が壊滅、それがきっかけで部隊の仲間を常に気にかけている。
戦闘中であっても、神への祈りを忘れない人物である。
コージョ・アグ（Kojo "Romeo" Agu） ボイスアクター：ノーラン・ノース
通称ロミオ。2524年12月6日生まれの28歳。血液型はRH-AB型。階級は兵長。
プレイボーイを自称し、明らかに軍人の模範とは言いがたい性格である。
だが仕事に対しては真面目であり、鍛え抜かれた肉体と戦闘知識は並大抵のものではない。
マイケル・"ミッキー"・クレスポ（Michael "Mickey" Crespo） ボイスアクター：アラン・テュディック
通称ミッキー。2530年10月20日生まれの22歳。血液型はRH-A型。階級は上等兵。
元ペリカンドロップシップ（UNSC降下艇）のパイロット。22歳と、この小隊では最年少である。
小隊で唯一、コヴナントによる人類のコロニー世界の崩壊に立ち会ったことが無い。

### そのほか
スーパーインテンデント
アフリカの近代都市ニューモンバサでインフラを管理するAI。後半から本編及びレコーダーの内容に深く関わってくる。セイディーの父親は著名な科学者であり、多忙で面倒を見られない代わりに世話役としてスーパーインテンデントと同一共同存在の「ヴァージル」をセイディーにあてている。
セイディー（Saydy） 声優：植田佳奈 / ボイスアクター：
レコーダーに記録されている物語の主人公。
レコーダーにはスーパーインテンデントが記録した、コブナント偵察隊のニューモンパサ侵攻時の彼女の行動が綴られている。
また、日本語版ボイスアクターの植田佳奈は大の『Halo 3』ファンとしても知られている。
セイディーの父
キンズラー署長
エーブリー・ジョンソン（Avery Johnson）
過去シリーズにも登場したジョンソン上級曹長その人。本作の時間枠の間、彼はデルタ・ヘイローの戦いに赴いているので登場しないが、ゲームクリアをすると、エピローグに登場する。

## 武器
基本的に『Halo 3』に登場している武器は、バトルライフルとサブマシンガン、エナジーソード以外すべて登場している。また、両手持ちが撤廃されている事に付随し、一部の武器は性能が若干可変されている。

### 人類の武器
AIE-486 ヘビーマシンガン（AIE-486H Heavy Machine Gun）
防衛拠点等に設置されている重機関銃であり、取り外しが可能である。
ODST隊員たちのアーマーにパワーアシスト機能があるかどうかは謎だが、難なくこの重量級火器を持ち運べる。
M6C/ソーコム （M6C/SOCOM）
これまでのシリーズに登場したハンドガンであるが、ODST仕様としてスコープ機能とサイレンサーを標準装備する。なぜか味方の一般兵士や警察官も装備している事が多い。
性能は、シリーズ1作目のハンドガンの命中精度と取り回し性に、2作目の連射力を備えたようなもの。特にヘッドショッドを極めれば、これ一つで大抵の敵と渡り合うことも可能。
MA5C アサルトライフル（MA5C Individual Combat Weapon System）
『Halo 2』以外に登場したアサルトライフル。
『Halo 3』のアサルトライフルと比べて、射撃時の発射音が若干変化している。
基本的には一般の兵士等の装備であり、発砲すると確実に居場所がばれる上、性能もあまり高くない。
M7ケースレス・サブマシンガン（M7S Caseless Submachine Gun）
サイレンサー付きのサブマシンガン。ハンドガン同様スコープを装備し、従来のサブマシンガンから精度や射程が強化されているが、ヘッドショッドの恩恵は得られない。装弾数48発。威力はあまり高くない。
これも本来ODST用装備のはずだが、一部の一般の兵士も常用している事がある。『Halo 3』のように両手持ちはできない。
M9 破片手榴弾（M9 HE-DP Fragmentation Grenade）
ハンドグレネード。壁などに衝突後、2秒で爆発する。使い方によってはドローンにも当てることが可能。
M165 爆薬（M165 Demolition Charge）
対象物を爆破するための爆薬。
ONIの施設に架かる橋を爆破するためダッチとミッキーが使用した。
M41 ロケットランチャー（M41 SSR MAV/AW Rocket Launcher）
全シリーズに登場している高威力ロケットランチャーである。
性能は『Halo 3』のものに準拠。
M90A ショットガン（M90A Close Assault Weapon System）
全てのシリーズに登場している散弾銃。
ハンターの背後（腰の辺り）に近距離で発砲すると一撃で倒せたりする。
SRS99D-S2AM スナイパーライフル（SRS99D-S2AM Sniper Rifle）
高性能の対物ライフルである。
前作より少々発射後のスキができる。
スパルタンレーザー（W/AV M6 Nonlinear Rifle）
エネルギー式のレーザー砲。トリガーを引くとチャージが始まり、フルチャージになると同時に発射される。
ファントムを除くあらゆる乗り物を一撃で破壊できるが、多少のスキルが必要となる。

### コヴナントの武器
プラズマ・グレネード（Type-1 Antipersonnel Grenade）
コヴナント軍でポピュラーな吸着式手投げ爆弾。ハンターとブルートに有効。ハンターはこの手榴弾を複数付けても倒れない。
スパイク・グレネード（Type-2 Antipersonnel Fragmentation Grenade）
ブルートがよく使用するグレネード。接着し、爆発と同時に無数の針（スパイク）を周囲に飛ばす。ハンターの腹部に付けると効果的。またグラントが密集している所に投げ込めば、数体まとめて倒すことができる。
グラビティ・ハンマー（Type-2 Energy Weapon/Gravity Hammer）
ブルートの精鋭が装備する強力な重力ハンマー。重量を感じさせる外観だが、主人公達も装備可能。空中でも攻撃可能であり、ドローンの集団に対して行えば一撃でほとんど倒すことができる。
ファイア・グレネード（Type-3 Antipersonnel/Antimatériel Incendiary Grenade）
ファイア・ボム、フレイム・グレネードなどとも呼ばれる焼夷弾。物体に当たると破裂し、可燃性の液体を撒き燃える。イージー以外でこれを受けると高確率で死亡する。
スパイカー（Type-25 Carbine）
ブルートが使用するスパイク発射機。エネルギー属性と物理属性を半々で併せ持つため、防具を装備した敵にも生身の敵にもそれなりの効果を持つ。器用貧乏な性質のため集弾性も低く、中距離では大きな攻撃力は期待できないが、近距離では高い威力を発揮する。
プラズマ・ピストル（Type-25 Directed Energy Pistol）
プラズマガンとも呼ばれる、コヴナントの拳銃。チャージ弾は敵のアーマーやシールドに効果的。ゴーストなど起動中の乗り物に当てると一時的に動きを止めることが可能。
プラズマ・ライフル（Type-25 Directed Energy Rifle/Jiralhanae Variant）
『Halo 2』に登場したプラズマライフル（赤）であるが、性能は青のほうである。
ブルート・ショット（Type-25 Grenade Launcher / Brute Shot）
ブルートが使用するグレネードランチャー。弾の跳ね返りは無く、爆風の威力も低くなった。
ニードラー（Type-33 Guided Munitions Launcher）
ニードル発射機。自動追尾式の光る針（ニードル）を飛ばし、8発の針が刺さった相手を爆死させる。扱いは難しいが強力な武器。
燃料ロッド・ガン（Type-33 Light Anti-Armor Weapon）
燃料ロッド発射機。対戦車兵器である。発射直後は硬弾だが、少し飛行するとプラズマ弾に変化する。
コヴナント・カービン（Type-51 Carbine）
威力・精度に優れるカービン銃。UNSCのハンドガンに相当する機能を持つ。ハンドガンより若干威力が高く、装弾数も多い。
粒子ビーム・ライフル（Type-50 Sniper Rifle System）
高精度・高威力の狙撃銃。ただし二連続で発砲するとオーバーヒートするため、冷却に若干の時間を要する。
モーラー（Type-52 Pistol）
至近距離で威力を発揮する拳銃。いわゆる片手用ショットガンだが、本作では両手持ちができないのでUNSCのショットガンとの相違点があまり無い。

## 乗り物や艦艇
人類の艦艇や車両
セイ・マイネーム（UNSC Say My Name）
メインキャラクター達が所属するUNSCの重巡洋艦。艦名を訳すと「我が名を言え」となり、多彩な名称の船が登場するヘイロー・シリーズの中でも少々風変わりな名称である。
トーキョー・ルールズ（UNSC Tokyo Rules）
UNSCの情報収集艦。全長は160m程度の小型艦で、武装も殆どないがステルス機能が搭載されている模様。また、小説『Halo: Ghost of Onyx』に登場したステルス偵察艦ダスクと同型艦のようである。名称は下記の東京ゲームショーに由来する模様。
イン アンバークラッド（FFG-142 In Amber Crad）
ニューモンバサ上空にて預言者が乗り込んでいた戦艦を追跡した。艦長はミランダ・キース中佐。本作では一度も姿を見せていないが、ニューモンバサ上空のスリップスペース突入直前に大型戦艦の横に映っている、小型の物体がそれである。
ワートホグ（M12 Warthog）
初代『Halo』から『Halo 3』共通のUNSCの軍用四輪駆動車。
スコーピオン（M808B Scorpion MBT）
初代『Halo』から『Halo 3』共通のUNSCの戦車。
ペリカン（D77H-TCI Pelican）
初代『Halo』から『Halo 3』共通のUNSCのUNSCの降下艇（ドロップシップ）。過去作に登場した機体は純然たる軍用機だが、本作ではその殆どがニューモンバサの警察に災害時の救難機や暴徒鎮圧用の装備として配備されていた機体となる。汎用性が高く武装も豊富だが、耐久力が低く、バンシー2機相手でも簡単に墜落してしまうほど。
コヴナントの艦艇や車両
バンシー（Banshee）
初代『Halo』から『Halo 3』共通のUNSCののコヴナント小型戦闘機。ブーストやロール回転などを使用するのでまともに相手をすると厄介だが、バンシーが登場する場面では必ず乗り物か重火器があるので大きな脅威にはならない。
レイス　Wraith
初代『Halo』から『Halo 3』共通のUNSCのコヴナントの戦車。攻撃力はスコーピオンの三分の二程度。弾速も遅いため発射後からでも回避可能。今作では奪取は不可。
ファントム（Phantom）
『Halo 2』から登場のコヴナントの降下艇。タレットが多く装備されているので結構厄介。降下してくると歩兵や車両を降ろす。『Halo 3』以降のシリーズの例に漏れず撃墜可能。
スカラベ（Scarab）
『Halo 2』から登場の四足歩行型の巨大ロボ。顔の部分から発射されるビーム砲が強力で海兵隊が乗るスコーピオンでも一撃で破壊される（『Halo 2』で確認）。パイロットはハンターの元になっているミミズ状の生き物。こちらも『Halo 3』以降のシリーズの例に漏れず破壊可能で、弱点は脚部。
ブルート・チョッパー（Brute Chopper）
『Halo 3』から登場している大型バイク。前の巨大な2つの車輪で移動する。その名の通りブルートしか乗らない。ブーストを使用した体当たりはワートホグを一回で木っ端微塵にできる。
コヴナント アサルト船（Covenant Assault Carrier）
ニューモンバサ上空にてスリップスペースに入った預言者の戦艦と同型艦。『Halo 3』に出てきたシャドウ・オブ・インテントもこの艦型である。
CCS級戦艦（CCS-Class Battlecruiser）
ニューモンバサに姿を現すコヴナントの主力戦艦の1つ。初代『Halo』にて艦長ジェイコヴ・キースが誘拐されていた戦艦と同型艦。

## ファイアファイト・モード
『HALO 3: ODST』で新たに実装されたのが「ファイアファイト」である。このゲーム･モードは『Gears of War 2』の「ホード」同様、最大4人のプレイヤーが協力してコヴナントの波状攻撃を迎え撃つものである。

## 音楽
ヘイロー・トリロジー同様、本作の音楽はマーチン・オドネルとマイケル・サルバトーリが担当。オーケストラ演奏は『Halo 3』や『Gears of War』で知られるノースウェスト･シンフォニアである。ビデオゲームのサウンドトラックには度々あることだが、このサウンドトラックは『Halo 3: ODST』ソフト本編より先に発売された。
シリーズのメインテーマ曲において最大の特徴だった男性コーラスはほとんど無く、トランペットから始まるオーケストラがメインという大胆なリミックスがされており、ほとんど原形をとどめていない。

### サウンドトラック
| #  | タイトル                                                  | 作詞 | 作曲・編曲 |
| -- | --------------------------------------------------------- | ---- | ---------- |
| 1. | 「Overture - オーヴァーチュア」                           |      |            |
| 2. | 「The Rookie - ザ・ルーキー」                             |      |            |
| 3. | 「More Than His Share」                                   |      |            |
| 4. | 「Deference For Darkness - 暗闇のための服従」             |      |            |
| 5. | 「The Menagerie - ザ・メナジュリー」                      |      |            |
| 6. | 「Asphalt And Ablution - アスファルトと沐浴」             |      |            |
| 7. | 「Traffic Jam - 交通渋滞」                                |      |            |
| 8. | 「Neon Night - ネオンの夜」                               |      |            |
| 9. | 「The Office Of Naval Intelligence 海軍情報部のオフィス」 |      |            |

| #  | タイトル                                      | 作詞 | 作曲・編曲 |
| -- | --------------------------------------------- | ---- | ---------- |
| 1. | 「Bits And Pieces - ビットとピーシーズ」      |      |            |
| 2. | 「Skyline - スカイライン」                    |      |            |
| 3. | 「No Stone Unturned」                         |      |            |
| 4. | 「One Way Ride - ワンウェイ・ライド」         |      |            |
| 5. | 「The Light At The End」                      |      |            |
| 6. | 「Data Hive - データハイヴ」                  |      |            |
| 7. | 「Special Delivery - スペシャル・デリバリー」 |      |            |
| 8. | 「Finale - フィナーレ」                       |      |            |

## そのほか

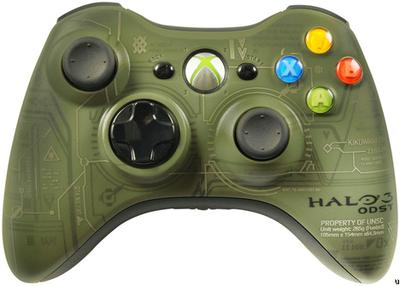
『Halo 3: ODST』仕様のXbox 360コントローラー。初回のコレクターズ・パックに付属。

- 2008年9月25日、バンジーの公式サイトに公開された予告編により本作の存在が明らかになる。そして10月9日に東京ゲームショーでフルトレイラーが公開された。
- 日本語版の実績のひとつに「ムネタツのように…」というものがあるが、これは「ファイアファイト」で敵を1体も倒さずに、フルラウンドを生き延びると解除される実績である。他地域でもゲームの腕前に欠ける実在の人物名が使われており、日本語版におけるムネタツとは『ファミ通Xbox360』編集長の松井ムネタツを指している。 一方で、英語オリジナル版では「マーチンのように…」であるが、マーチンとはこのシリーズの作曲家マーチン･オドネルのことをさす。
- 英国でのマーケティングは気合が入っており、実写の予告編まで制作された。